# Cyrtopogon leleji
Cyrtopogon leleji là một loài ruồi trong họ Asilidae. Cyrtopogon leleji được Lehr miêu tả năm 1998. Loài này phân bố ở vùng Cổ Bắc giới.